# Ліз Нуджент
Ліз Нуджент (народилася 1967 року в Дубліні, Ірландія) — ірландська письменниця. Вона є автором п'яти кримінальних романів. Її останній роман — «Дивна Саллі Даймонд», — опублікований в Ірландії та Великій Британії в березні 2023 року.

## Біографія
Ліз Нуджент відвідувала платну католицьку середню школу Holy Child Killiney у графстві Дублін. У віці шести років вона зазнала черепно-мозкової травми, яка призвела до дистонії. Після закінчення школи вона на деякий час переїхала до Лондона.
Після повернення до Ірландії Нуджент записалася на курси акторської майстерності в Gaiety School of Acting School of Acting, але незабаром перейшла на сценічний менеджмент. Вона гастролювала світом з театралізованим шоу Riverdance як сценічний менеджер, а пізніше працювала на адміністративній посаді в державній телерадіомовній компанії RTÉ.
Під час роботи в RTÉ їй доручили написати анімаційний серіал для ірландської телестанції TG4 і повнометражну радіоп'єсу для RTÉ Radio. Згодом Нуджент виграла конкурс Європейської мовної спілки на телепілот.
Її перший роман спочатку був написаний як оповідання під назвою «Аліса», яке потрапило до короткого списку Конкурсу оповідань RTÉ Francis McManus у 2006 році. Подальше дослідження головного героя призвело до її першого роману-бестселера «Розгадка Олівера». Її публікує видавництво Penguin Sandycove в Ірландії та Великобританії та Scout Press (Simon & Schuster) у США.